# Anne-Marie Rindom
Anne-Marie Rindom (Søllerød, 14 juni 1991) is een Deense zeilster die uitkomt in de Laser Radial klasse. Ze nam tweemaal deel aan de Olympische Spelen.
In 2012 werd ze dertiende in die klasse op de Olympische Spelen van Londen.
In 2015 haalde ze goud op de ISAF Women's Laser Radial World Championships. In 2016 behaalde ze brons op deze ISAF wereldkampioenschappen en ze won ook brons op de Olympische Spelen in Rio de Janeiro. Op de Olympische Spelen van Tokio won Rindom olympisch goud. In 2022 en 2024 werd ze opnieuw wereldkampioen op de ISAF Women's Laser Radial World Championships, nadat ze in 2018 en 2023 een bronzen medaille had behaald. 
2008: Anna Tunnicliffe ·
2012: Xu Lijia ·
2016: Marit Bouwmeester ·
2020: Anne-Marie Rindom ·
2024: Marit Bouwmeester